# João II do Palatinado-Zweibrücken
João II do Palatinado-Zweibrücken, o Jovem (em alemão:  Johann II. von Pfalz-Zweibrücken, der Jüngere; 26 de março de 1584 – 9 de agosto de 1635), foi um nobre alemão membro do Ramo palatino da Casa de Wittelsbach, tendo sido conde palatino e Duque de Zweibrücken de 1604 a 1635.

## Biografia
João II nasceu em Bergzabern, no ano de 1584, sendo o filho mais velho de João I do Palatinado-Zweibrücken e de sua mulher, Madalena de Cleves.
Sucedeu ao pai como Duque de Palatinado-Zweibrücken em 1606 e adquiriu do senhorio de Bischweiler, na Alsácia para a Casa de Wittelsbach de um vassalo, Flach von Schwanzenberg. Em 1611 executou as disposições finais deixadas em testamento pelo pai, a favor dos seus irmão mais novos, Frederico Casimiro e João Casimiro, a quem atribuiu, respetivamente, os apanágios de Landsberg e Neukastell, mantendo para si a maior parte de Zweibrücken.
De 1610 a 1612 foi o guardião de Frederico V, Eleitor Palatino. Nesta qualidade, foi brevemente o substituto do Imperador Rodolfo II em 1612, tendo cunhado moeda com a águia bicéfala do Império no reverso.
Dado que a sua primeira mulher, Catarina de Rohan, morrera em 1607, voltou a casar com uma prima, Luísa Juliana, filha do Eleitor Palatino, em Heidelberga, em maio e, dois meses depois, adquiriu a propriedade de Birlenbach (Baixo Reno), que incluía feudos dependentes, pertencentes a Eberhard, Conde de Ribeaupierre.
João II faleceu em 1635 em Metz sendo sepultado na Igreja de Alexandre (Alexanderkirche) , em Zweibrücken.

## Casamento e descendência
João II casou com Catarina de Rohan (20 de junho de 1578 – 10 de maio de 1607), filha de Renato II, Visconde de Rohan, no dia 26 de agosto de 1604, de quem teve uma filha:
- Madalena Catarina (Magdalena Katharina) (1607-1648), que casou com Cristiano I do Palatinado-Birkenfeld-Bischweiler;

João II veio a casar em segundas núpcias com Luísa Juliana do Palatinado (16 de julho de 1594 – 28 de abril de 1640), filha de Frederico IV, Eleitor Palatino, no dia 13 de maio de 1612 de quem teve a seguinte descendência:
- Isabel Luísa Juliana (Elizabeth Louise Juliane) (1613-1667), Abadessa de Herford;
- Catarina Carlota (Katharina Charlotte) (1615-1651), que casou com Wolfgang Guilherme do Palatinado-Neuburgo;
- Frederico (Friedrich) (1616-1661) que sucedeu ao pai no Palatinado-Zweibrucken;
- Ana Sibíla (Anne Sybille) (1617-1641)
- João Luís (Johann Ludwig) (1619-1647);
- Juliana Madalena (Juliana Magdalena) (1621-1672), que casou com o seu primo Frederico Luís;[4]
- Maria Amália (Maria Amalia) (1622-1641)

## Ligações Externas
- (em alemão) Informação sobre João II
- Genealogia dos Wittelsbach